# أوزوالد آخينباخ
أوزوالد آخينباخ (بالألمانية: Oswald Achenbach)‏ (و. 1827 – 1905 م) هو رسام، وأستاذ جامعي من ألمانيا . ولد في دوسلدورف. توفي في دوسلدورف.

## أعمال بارزة
من أهم أعماله:
- Market Day in an Italian Town.

## جوائز
حصل على جوائز منها:
- Order of St. Michael.